# Guerra lituano-moscovita (1368-1372)
La guerra lituano-moscovita, conosciuta nella storiografia russa come Litovščina (in russo Литовщина?), riguarda le tre incursioni operate da Algirdas, granduca di Lituania, verso la Moscovia nel 1368, 1370 e 1372. Algirdas organizzò le operazioni belliche contro Demetrio del Don schierandosi a favore del Principato di Tver', principale antagonista di Mosca. Nel 1368 e nel 1370, i lituani assediarono l'odierna capitale russa e incendiarono il posad, ma non riuscirono a conquistare il Cremlino. Nel 1372, l'esercito lituano fu fermato vicino a Ljubutsk dove, dopo una situazione di stallo, fu concluso il trattato omonimo. I lituani accettarono di non supportare più Tver', che fu sconfitta nel 1375. Michail II di Tver' dovette riconoscere Demetrio come «fratello maggiore».

## Contesto storico
L'influenza e il potere del Granducato di Mosca crebbero costantemente nel corso del XIV secolo e i suoi interessi si scontrarono con quelli della Lituania. Dopo la battaglia delle Acque Blu nel 1362, la Lituania conquistò il Principato di Kiev e i suoi confini finirono per lambire direttamente quelli di Mosca. Nel 1368, Michail Aleksandrovič Trevskaja divenne principe di Tver'. Demetrio del Don e Alessio, metropolita di Mosca, invitarono Mikhail a Mosca con l'inganno e lo fecero prigioniero. Michail fu rilasciato quando giunsero degli inviati dell'Orda d'Oro a chiederne la liberazione, poiché Demetrio non desiderava coinvolgere i tartari nella disputa tra Mosca e Tver'. Michail fuggì in Lituania per chiedere l'assistenza di Algirdas, sposato con sua sorella Uliana. Il sovrano lituano decise di assistere il Principato di Tver', principale rivale di Mosca, e cercò di insediare Michail sul trono di Vladimir, un possedimento di lunga data trattenuto da Mosca.

## Conflitto

### Prima incursione

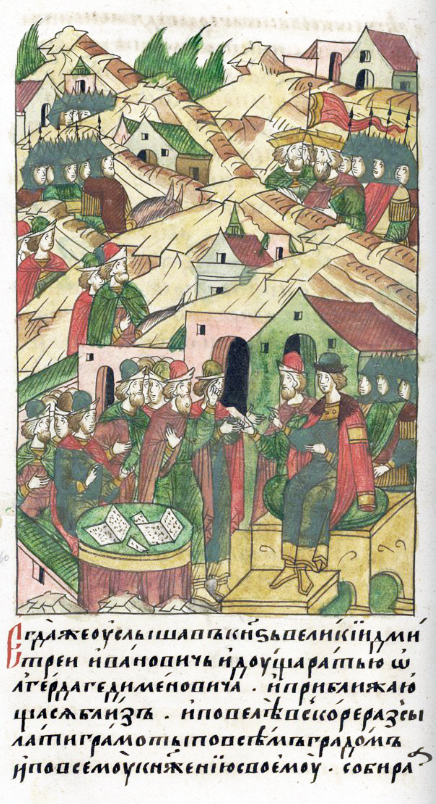
Demetrio del Don scrive delle missive in cui invoca aiuto contro Algirdas durante la guerra lituano-moscovita (1368-1372)

Nel 1368, Algirdas radunò un grande esercito, del quale facevano parte suo fratello Kęstutis e le forze di Tver' e Smolensk. I combattenti si riunirono in gran segreto e marciarono cercando di procedere nell'ombra il più possibile, in modo da contare sull'effetto sorpresa. Dopo aver attraversato il confine tra Lituania e Russia, i baltici iniziarono a saccheggiare e incendiare vari villaggi mentre i russi tentarono di allestire frettolosamente una forza difensiva, comandata da Demetrio Minin (boiardo di Demetrio del Don) e Akinfiev Shuba (boiardo di Vladimiro l'Audace). I lituani uccisero Simeone, figlio del principe Demetrio di Starodub sulla Kljaz'ma e poi si spinsero verso Obolensk, dove eliminarono il principe Konstantin Obolensky. Il 21 novembre 1368, i lituani sconfissero le forze di difesa russe sul fiume Trosna e uccisero i suoi comandanti e altri boiardi. Demetrio del Dono decise a quel punto di ritirarsi al Cremlino di Mosca, al sicuro nelle mura di recente erette, e ordinò di bruciare il posad in modo che la difesa russa disponesse di una posizione migliore. I lituani circondarono il Cremlino, bruciato e saccheggiato, ma si ritirarono tre giorni dopo senza aver eseguito un serio tentativo di espugnare la roccaforte.

### Seconda incursione
All'inizio del 1370, Mosca attaccò Tver' e Brjansk, finite prima in mano al Granducato di Lituania. Michail Aleksandrovič Trevskaja si recò nel Khanato dell'Orda d'Oro e ottenne uno jarlyk (ovvero una concessione, un'autorizzazione ufficiale a governare) per il trono di Vladimir. Michail tentò di insediarsi nella città, ma fallì e si ritirò in Lituania chiedendo aiuto una seconda volta. Alla fine di novembre 1370, Algirdas organizzò una seconda incursione in direzione Mosca. Ad accompagnarlo vi erano il fratello Kęstutis, Michail e Svjatoslav II di Smolensk. Il 26 novembre l'esercito lituano assediò Volokolamsk in uno scontro che durò due giorni. I lituani uccisero il principe Vasilij Ivanovič Berezuiskij, comandante delle difese della città, ma non riuscirono a penetrare le mura. L'esercito marciò verso est e assediò Mosca il 6 dicembre. Le forze di Algirdas bruciarono e saccheggiarono diversi edifici, senza però riuscire a conquistare il Cremlino, dove Demetrio del Don si era ritirato come aveva fatto nel primo assedio. Stavolta, il principe russo aveva alleati pronti a marciare, tra i quali suo cugino Vladimir l'Audace di Peremyshl e il principe Vladimir di Pronsk con le truppe di Rjazan'. Pertanto, fu conclusa una tregua e Algirdas si ritirò dopo otto giorni.

### 1370-1372
Dopo l'assedio del 1370, Alessio, metropolita di Mosca, scomunicò tutti i principi russi che sostenevano i lituani; tale presa di posizione venne rapidamente sostenuta dal Patriarca Filoteo Cocchino. Algirdas rispose con una lettera in cui elencava le ingiustizie commesse dai russi: in particolare, faceva riferimento al fatto che Demetrio del Don avesse attaccato nove fortezze lituane sui fiumi Volga e Oka e chiedeva la nomina di un nuovo vescovo metropolita della Lituania. Il Patriarca inviò l'apocrisiario Cipriano in Lituania per indagare in maniera più approfondita. Algirdas riuscì a fare una buona impressione a Cipriano e alla fine lo promosse a metropolita di Kiev e di tutta la Russia. Pare anche che Algirdas anelasse alla pace poiché sua figlia Elena sposò Vladimiro l'Audace alla fine del 1371. Nel frattempo, Tver' e Mosca continuarono a competere tra di loro e ciascuna di esse ottenne nuovi jarlyk per governare su Vladimir.
Nella primavera del 1372, i lituani invasero nuovamente le terre russe, ma Algirdas stavolta non vi prese parte. Le truppe erano comandate da Kęstutis e da suo figlio Vitoldo (futuro granduca di Lituania) e dal figlio di Algirdas Andrej di Polack. Esse attaccarono Pereslavl'-Zalesskij, bruciando il posad e le chiese. In contemporanea, Michail II di Tver' si mosse per attaccare Dmitrov, dopodiché i due eserciti si spinsero verso Kašin e il duca locale dovette piegarsi agli invasori. A seguito di questo evento, i lituani si ritirarono attraverso Tver' e Toržok.

### Terza incursione
La terza e ultima campagna di Algirdas fu organizzata nell'estate del 1372. Questa volta il principe di Mosca marciò con il suo esercito per incontrare gli invasori e l'esercito lituano venne fermato vicino a Ljubutsk, un forte sul fiume Oka a nord-est di Tula. Le truppe dell'avanguardia lituana furono sconfitte e dovettero ritirarsi, mentre il resto dei guerrieri attendeva istruzioni. Le due armate erano separate da un ripido burrone che costituiva una barriera naturale non adatta al combattimento. Dopo una fase iniziale di incertezza, si optò per la stipula di un'intesa divenuta nota come trattato di Ljubutsk. Algirdas accettò di abbandonare i piani di promozione di Michail, ponendo così fine all'assistenza della Lituania riservata a Tver'.

## Conseguenze
Per Michail Aleksandrovič Trevskaja la guerra con Mosca non si era affatto conclusa. Riguadagnato uno jarlyk per amministrare Vladimir, si mosse in maniera tale da porsi a capo della città. Tuttavia, prima che Michail potesse provarci, Demetrio del Don aveva già radunato e diretto un grande numero di uomini ad assediare Tver'. Demetrio godeva del sostegno di molti duchi russi, tra cui Svjatoslav II di Smolensk che combatté per Michail nel 1370 (i lituani si vendicarono per tale cambio di partito razziando Smolensk nell'autunno del 1375). Essendo la forza dei suoi nemici soverchiante e non godendo del sostegno dei suoi vecchi alleati, il 3 settembre 1375, Michail accettò di riconoscere Demetrio come fratello maggiore e abbandonò lo status indipendente e le relazioni con Vilnius o l'Orda d'Oro. Così, nonostante Michail mantenne il suo titolo, il Principato di Tver' divenne subordinato a Mosca. Il khan Mamaj incendiò Novosil' per vendetta considerandolo un traditore, ma era troppo tardi per mutare la situazione.
In generale, quella del Granducato poté considerarsi una sconfitta. Le incursioni eseguite in Moscovia richiesero ingenti risorse proprio nella stessa fase in cui la Lituania era impegnata nella costante lotta all'ordine teutonico e stava subendo diverse disfatte, in particolare la battaglia di Rudau svoltasi nel febbraio 1370. Le avanzate verso Mosca non sortirono inoltre alcuna conquista duratura, comportando anzi la perdita di Tver' nella sfera d'influenza di Vilnius, ritenuto uno degli insediamenti più preziosi e dei suoi alleati più affidabili. Il prestigio e l'influenza di Mosca nella vecchia Rus' crebbe e l'espansione della Lituania verso est nelle terre slave diminuì da allora in maniera lenta ma irreversibile. La pace tra Vilnius e Mosca durò circa sette anni fino al 1379, quando dopo la morte di Algirdas nel 1377 il suo figlio maggiore Andrej di Polack si alleò con Mosca per combattere contro Jogaila.

## Guerra lituano-moscovita nelle cronache lituane
Non vi è traccia degli attacchi a Mosca nelle prime cronache lituane. Quella di Bychowiec, una fonte tarda e generalmente inaffidabile, riferisce qualche elemento prezioso a livello storiografico: tuttavia, gli studiosi hanno dovuto scindere gli eventi storici da quelli inventati, quale ad esempio il colorito scambio di minacce tra Algirdas e Demetrio del Don. In una di esse, Algirdas avrebbe promesso di trapassare Demetrio con la sua lancia e di lasciarla appesa contro le mura del Cremlino. Algirdas invase dunque a seguito di questo evento la Moscovia, costringendo il russo a chiedere la pace offrendo un grande riscatto. Algirdas accettò e, sebbene nel monito lanciato al nemico avesse incluso il suo cadavere, poggiò la sua lancia contro le mura suddette. La versione romanzata della storia è stata ripresa da Maciej Stryjkowski, Albert Wijuk Kojałowicz e, successivamente, da altri storici con varie modifiche.
La descrizione della cronaca di Bychowiec è chiaramente frutto di una reinterpretazione in chiave filo-lituana. Lo scritto fu compilato nella prima metà del XVI secolo, quando la Lituania e Mosca erano nuovamente impegnate in una serie di lotte. A prevalere fu la Russia, la quale acquisì una porzione significativa di territorio, compresa l'importante Smolensk nel 1514. Pertanto, la cronaca strumentalizzava l'evento storico per incoraggiare i lituani a combattere. L'episodio della lancia fu forse preso in prestito dalla storiografia polacca: il re Boleslao I di Polonia usò la sua spada (Szczerbiec) per colpire la Porta d'Oro a Kiev nel 1018.